# Lisbeth Palme
Anna Lisbeth Christina Palme, född Beck-Friis den 14 mars 1931 i Oscars församling i Stockholm, död 18 oktober 2018 i Vällingby distrikt i Stockholm, var en svensk barnpsykolog och internationellt känd förespråkare för barns rättigheter. Hon var gift med Sveriges tidigare statsminister Olof Palme från 1956 fram till hans död 1986, var starkt engagerad i Unicefs arbete och var under en period organisationens internationella ordförande.

## Biografi

### Uppväxt och studier
Hon var dotter till civilingenjören friherre Christian Beck-Friis och Anna-Lisa, född Bolling samt yngre syster till Ebbe Beck-Friis. Efter studentexamen 1950 vid Nya Elementarskolan för flickor i Stockholm blev hon fil. kand. vid Stockholms högskola 1955.

### Karriär
Lisbeth Palme verkade som barnpsykolog och var under en period anställd vid Stockholms läns landsting och senare vid socialförvaltningen i Stockholm. Hon var ordförande i svenska Unicef-kommittén 1987–1999 och internationell ordförande i Unicef 1990–1991. Hon hade flera andra internationella uppdrag, bland annat invaldes hon 1998 som expert i FN:s barnrättskommitté samt ingick i den panel som för Afrikanska unionens räkning utredde folkmordet i Rwanda. Lisbeth Palme var också engagerad i utbyggnaden av den svenska barnomsorgen.

### Övrigt
I juli 1998 var hon värd för Sommar i P1.

### Privatliv

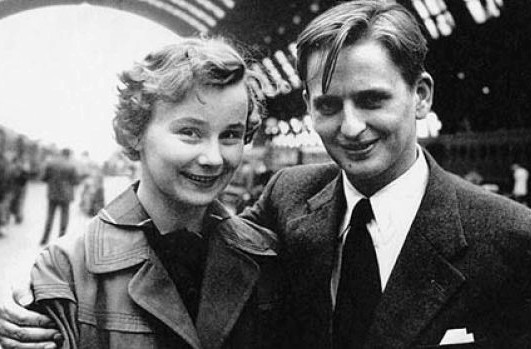
Lisbeth och Olof Palme
på bröllopsresan 1956.

Lisbeth Palme gifte sig 9 juni 1956 med Olof Palme, Sveriges statsminister 1969–1976 och 1982–1986. De fick sönerna Joakim, Mårten och Mattias Palme.

## Mordet på Olof Palme
Vid mordet på Olof Palme 1986 var Lisbeth Palme det närmaste mordvittnet och hon pekade ut Christer Pettersson vid en vittneskonfrontation. Då skall hon ha fällt en kommentar om att man ser vem som är alkoholist, vilket tolkades som att hon hade blivit informerad om att den misstänkte var missbrukare, något som ansågs underminera trovärdigheten i hennes vittnesmål.

## Utmärkelser
Lisbeth Palme förlänades 1993 Hans Majestät Konungens medalj i guld av åttonde storleken att bäras på bröstet i Serafimerordens band  och  var storofficer av Bernardo O'Higgins-orden.